# Mehliskopf
De Mehliskopf is een berg in de deelstaat Baden-Württemberg, Duitsland. De berg heeft een hoogte van 1.007 meter en is gelegen in het Zwarte Woud.